# Immermann-Gesellschaft
Die Immermann-Gesellschaft e.V. ist ein Literaturkreis, der sich der Pflege des kulturellen Erbes des Dichters Karl Immermann verschrieben hat.
Die Gründung erfolgte 1990 in Magdeburg, der Geburtsstadt des Dichters. Der Gesellschaft gehören (2005) über 72 Mitglieder in verschiedenen Ländern, darunter auch Japan, an. Vorsitzender war von 1992 bis 2008 Professor Peter Hasubek aus Göttingen. Hervorgegangen ist die Gesellschaft aus einem bereits seit 1983 bestehenden Freundeskreis Carl Leberecht Immermann.
Die Gesellschaft organisiert Lesungen, Vorträge, Diskussionen und Ausstellungen und fördert Forschungen und Publikationen zu Immermann.